# Renault Vivaquatre
La Vivaquatre est une automobile fabriquée par Renault de 1932 à 1939.

## Première génération (1932–1935)
- KZ7 : 1932
- KZ9 : 1933
- KZ11 : 1933 (taxi G7)
- KZ17 : 1934
- KZ23 : 1935

La Vivaquatre succède à la 10 CV KZ qui fut un robuste modèle à tendance utilitaire, extrêmement apprécié du public. Comme sa devancière, dont elle reste très proche sur le plan mécanique, la Vivaquatre ne reçoit pas de carrosserie ludique : cabriolet, coupé ou autre. Elle existe avec châssis normal ou châssis long. À partir d'avril 1932, une version SA s'ajoute à la gamme des Vivaquatre ; cette variante se singularise par sa fixation mieux amortie du moteur (SA signifiant moteur Suspendu Amorti), ceci évidemment en réponse au Moteur Flottant lancé au même moment par Citroën.
Le type KZ11 version taxi de la compagnie G7 est resté en service à Paris d'avril 1933 au début des années 1960. Certaines Renault KZ17 et KZ23 ont également été aménagées en taxi G7.
Caractéristiques
- Moteur 4 cylindres en ligne 2 120 cm3
- Alésage, course : 75×120mm
- Puissance fiscale : 11 CV
- Longueur :
  - (châssis normal) : 425 cm
  - (châssis long) : 449 cm
- Empattement : châssis normal 291 cm ; châssis long 315 cm
- Poids : 1 650/1 800 kg
- Vitesse : 100 km/h

Prix au printemps 1932
- Conduite intérieure normale 5 places : 24 500 F
- Conduite intérieure luxe 5 places : 26 900 F
- Berline normale : 25 400 F
- Berline luxe : 26 900 F
- Conduite intérieure normale 7 places : 27 500 F
- Conduite intérieur luxe 7 places : 29 900 F
- Taxi décapotable : 30 500 F
- Conduite intérieure commerciale : 26 900 F
- Torpédo commercial : 22 900 F
- Supplément pour moteur SA sur tout modèle sauf taxi et commerciale : 4 000 F.

## Seconde génération (à partir de 1936)
- ADG1 : 1935–1936[1]

- ADL1 : 1935–1937[1]
- BDH1 : 1937–1938[1]